# 世田谷一家殺害事件
世田谷一家殺害事件是一宗於2000年12月30日，發生在日本東京都世田谷區上祖師谷的謀殺案，當日晚上居住於上址的宮澤家一家四口慘遭滅門。警視廳把此案命名為。
該案發生後，兇手曾於案發現場逗留一段時間，並遺下大量物證與線索，但迄今仍未能破案。本案与八王子超市強盗殺人事件、柴又女子大學生生放火殺人事件同为日本平成年代最受瞩目的未解决案件之一，同時亦是日本現時懸賞金額最高的刑事案件。

## 案情概要

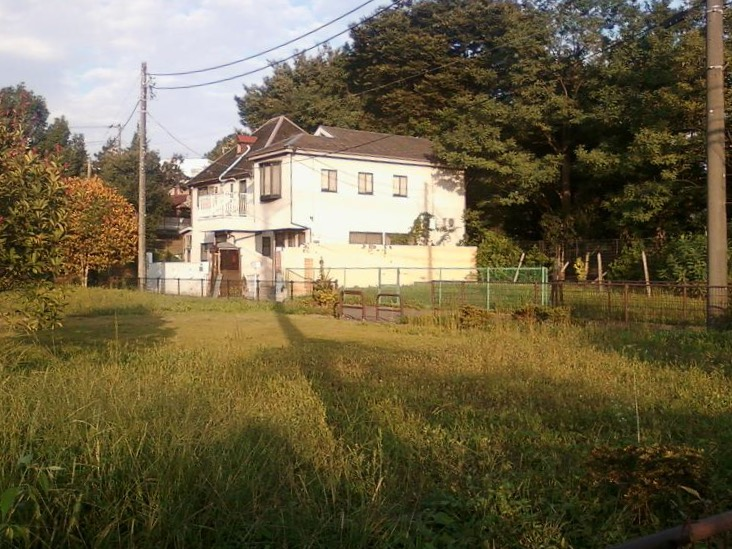
案發地點。現場附近的其他住宅已經被拆除並改建為公園，僅有此處因本案而得以保留。

2000年12月30日下午11時至翌日（31日）凌晨未知時間期間，居住在日本東京都世田谷區上祖師谷三丁目的宮澤氏一家四口（包括戶主宮澤干男（當時44歳）、妻子泰子（當時41歳）、長女妮娜（當時8歳）及長男礼（當時6歳））於自宅內慘遭滅門。緊鄰該宅居住的岳母，於31日早上10時左右由於聯繫不到被害者一家而發現事件。
本案兇手選擇於接近日本新年的時間犯案，而案件被發現時，也剛好是20世纪最後一日（2001年開始为21世纪），致使媒體報導時形容本案為「20世紀最後的未解決案件」。兇手在行兇時表現冷血，對兒童連刺多刀，而戶主妻子的上半身以及頭部甚至因被刺太多刀而無法辨認；而在行兇後，兇手甚至繼續留在現場飲食及嘗試利用受害者的電腦上網購買表演門票。根據日本警方判斷，兇手在行兇後有可能在案發現場長時間逗留，並有意無意間於現場遺留了大量指紋、血跡、鞋印、個人物品，但因為其中並沒有決定性的證據，警方仍然未能確認兇手身份。
本案因其殘暴性以及上述幾項原因，在日本引起了全國轟動。直至2022年，於警視廳的通緝懸賞名單（懸賞広告事件）中此案的懸賞金額仍為所有未解決案件中最高（警視廳懸賞金300萬日元、家屬懸賞金1700萬日元，合共2000萬日元）。同時，日本警視廳亦罕見地專門為此案製作了中文 （页面存档备份，存于）、英文 （页面存档备份，存于）與韓文 （页面存档备份，存于）的案件簡介與通緝海報，希望外國人亦可就此案提供線索。

## 現場環境及案發經過

### 現場環境
案發現場為一棟独立式洋房，從玄關進入后可以看到，1樓大部分空間是戶主的書房，該書房通常被當作戶主的工作間、會客室、子女的學習室等。在書架上放置有6萬日元的現金，但於案發後仍保持完好。另外，警方亦於此處發現保存著兇手瀏覽網頁記錄的電腦。除了從玄關進入外，亦可從旁邊的車庫進入1樓。警方於車庫中發現3種不同的螢光染料，但後來證實該車庫於案發時閘門一直關閉，亦沒有被侵入的痕跡。
在1樓和2樓間的夹层部分，由廁所、浴室、小孩房以及陽台組成。2樓則為廚房及起居室。戶主妻子及長女在案發時睡在頂樓閣樓，從閣樓有折疊梯可以往下拉到夹层的浴室附近，兇手有可能使用該折梯爬到頂樓閣樓。在1樓通往夹层的樓梯上，發現許多屬於兇手的鞋印，但從夹层到2樓的一段樓梯卻只發現4個。另外，警方也在通往夹层的樓梯旁、浴室的浴缸和收納櫃中，發現了部分文件的碎片。
從現場外部觀察，該宅貌似與旁邊的住宅是相連的，但實際上兩棟住宅並不相連。

### 兇手進出現場經過

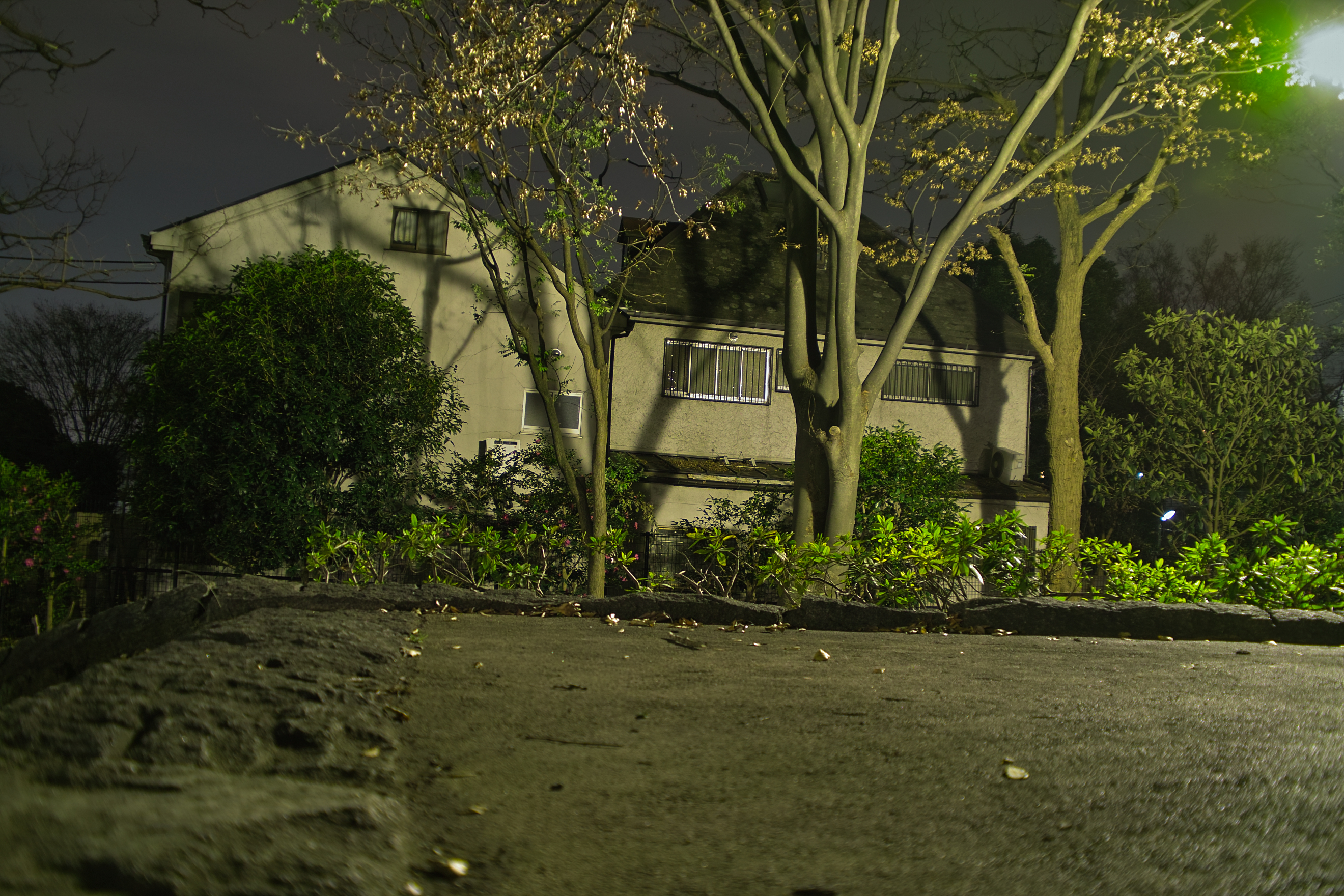
從祖師谷公園拍攝的案發現場，左側為宮澤家，右側為其親屬住所。

警方推斷兇手是由夹层的浴室窗戶進入及離開案發現場。
- 案件被發現時，位於玄關的正門被反鎖。當初警方曾經因此而推斷兇手把正門鎖上後逃離現場，但後來警方於現場找到該宅的鑰匙，所以推翻該推論[3]。警方亦未有在正門及其把手上發現任何兇手的血跡和指紋。由1樓通往夹层的階梯上，發現沾有血跡的鞋印，但鞋印都是階梯的中段開始、往上層的方向，因此警方懷疑，兇手可能在玄關把鞋脫去，但在行兇後因地板滿佈血跡，所以不得已在通往2樓時再次把鞋穿上[注 1]。
- 浴室的隔塵紗窗被破壞，在該扇窗下的地面發現了兇手的鞋印，旁邊種植的樹木樹枝也被折斷[注 2]。警方經過試驗證實，即使是未成年人也有足夠的能力從該扇窗進入案發現場[3]。

### 行兇過程
透過分析受害者胃部的殘餘消化物，警方推斷受害者被害時間約為30日下午11時30分的深夜時段。兇手從夹层的浴室窗戶侵入案發現場后，先於同层的小孩房把熟睡中的長男勒死，然後再把因為察覺異常而來到的戶主殺害，最後再到頂樓閣樓把熟睡中的戶主妻子及長女一併殺害。兇手最初使用自備的刺身包丁把戶主殺害，後來因刀損壞，也使用現場的菜刀行兇。從戶主妻子及長女身上的傷口發現，兇手先以已損壞的刺身包丁襲擊她們後，再用案發現場的菜刀把她們殺害。根據法醫檢驗顯示，戶主妻子及長女被兇手襲擊頭部及面部，而戶主的腳部及臀部也被襲擊。
- 經檢驗證實長男因被手勒引發窒息而死。遇害時除了鼻孔帶有血跡外沒有其他外傷。在長男遇害房間的床邊，發現兇手的鞋印，鞋印的步伐類似軍隊的橫步。
- 戶主的屍體被發現倒臥於通往夹层的樓梯下，而妻子及長女的屍體則被發現倒臥於通往頂樓閣樓的折梯下。3人全身都帶有刀傷。
- 在頂樓閣樓的被褥中檢測出戶主妻子及長女的血跡，另外也在現場發現帶有長女血跡的紙巾，表明兇手可能做出多次攻擊後停頓，之後發現正在與長女療傷的戶主妻子後再度攻擊她們，導致母女死亡[注 3]
- 有推測表示兇手最初使用另外一把刀把戶主殺害，然後把兇器帶離現場。
- 有新聞報導表示在戶主頭部發現刺身包丁的碎片。
- 有消息表示戶主妻子及長女被刺非常多刀，兇手有可能在對待不同性別時行兇手法有異。

### 行兇後
- 在案發現場的急救箱被打開，同時也在2樓的厨房發現留有兇手指紋的OK繃和沾有血跡的毛巾。其中一片曾經使用過的OK繃被貼在起居室的便利貼上。也發現兇手曾經嘗試使用女性生理用品止血。
- 殺害四人後，兇手曾經從厨房的冰箱拿出麥茶、哈密瓜、四個冰淇淋食用[注 4]。其中兩個冰淇淋的容器分別丟棄在浴室和起居室的拜壂上，另外兩個則裝在紙袋內丟棄在一樓的電腦旁。雖然也在廚房裡發現另外兩個冰淇淋容器，但是未能確定這些冰淇淋是由誰食用。廚房發現沾有兇手唾液的茶杯，另外也發現兇手在搜掠案發現場時在吃口香糖。
  - 有消息表示可能在兇手食用的冰淇淋容器上找到兇手的齒痕。
- 在浴室的浴缸中，發現有關戶主工作和戶主妻子經營補習班的文件碎片。也發現OK繃，毛巾，女性生理用品、冰淇淋的容器等。
  - 有推測表示兇手似乎利用浴室來處理案發現場無用的物件。除了浴室外，在夹层的廁所也發現了部分文件的碎片。
- 在2樓起居室的沙發旁發現一些提款卡、記事本、存摺和駕照等可以證明受害者出生日期的資料，都被按順序排好。橱櫃等都被從下至上地打開，這是盜竊犯慣用的手段。
- 兇手似乎曾經使用過案發現場的廁所。在廁所中發現一個被搜掠過的袋子，同時警方也在遺留在馬桶中的糞便樣本中檢測出與受害者胃部殘餘不一樣的消化物[注 5]。
- 在現場還發現了凶手曾經在沙發上睡眠的痕跡[注 6]。
- 現場的電話線被兇手拔掉[3]。因為這個緣故，戶主妻子的母親在致電戶主家時無法接通感到可疑，再到戶主家按鈴沒有回應，以備用鑰匙開門時發現慘劇。

### 電腦的使用記錄
- 兇手可能曾經使用現場一樓的電腦。根據分析網路連接紀錄發現，案發當日下午10時20分至50分電腦曾有使用記錄（約於10時38分至45分期間，該電腦曾接收到一封附帶密碼的電子郵件），而電腦于10時50分時關機，以此推斷當時戶主一家仍然生存。但於受害者遇害后的31日上午1時18分及上午10時5分，電腦仍然有兩次被使用記錄，該兩次使用時間均只有5分鐘左右。在滑鼠上亦發現兇手的指紋（但鍵盤沒有）。在事發調查時電腦的電源插頭已被拔除[4]。
- 在31日凌晨的使用紀錄中發現，兇手似乎嘗試從受害者在瀏覽器書籤列登錄的「四季劇團」網站預約門票，結果未能成功，持續使用了5分18秒。早上的使用紀錄則顯示有人瀏覽了受害者所屬公司的網站，在使用4分16秒後強行關機[4]。
- 根據上述的調查記錄，警方曾經一度推斷兇手在案發後在現場持續逗留達10小時以上。但於2014年末警方發布的最新調查結果顯示，案發翌日早上約10時左右的使用記錄，有可能是因為戶主妻子母親在發現本案后的錯誤操作所導致。由此警方推斷，兇手可能是在第一次使用電腦的記錄時間（31日上午1時18分）至清晨日出前逃走[4]。

### 逃走路線

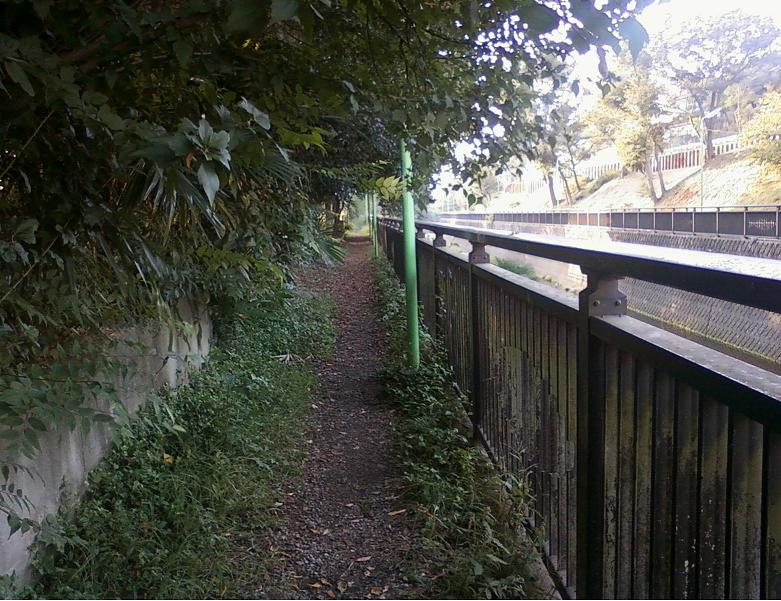
案發現場旁邊的散步道，沿仙川而建。

兇手從案發現場逃走的時間約為31日上午1時18分至清晨日出前，而事件發現時間為上午10時左右。兇手的逃走路線及方法依然不明。有在案發現場經過的路人指，31日凌晨看到過現場的房間燈光沒有亮著，警方由此推斷凶手有可能于深夜逃走。
- 案發現場附近的鐵路車站有小田急線成城學園前站、祖師谷大藏站、京王線仙川站、千歲烏山站等。
- 最接近現場的公車站為小田急公交（日语：小田急バス）的「駒大Ground前」站。經過該站的巴士會前往「成城学園前站西口」、「千岁烏山站南口」、「千岁船橋站」、「粕谷一丁目」等。
- 案發現場附近為多摩川支流的仙川，兩旁有散步道沿川而建。從散步道往北行走會經過都道118号，穿過都道後可到達京王線仙川站。往南行走可到達祖師谷公園，透過公園內的道路可到達成城学園，穿過学園後可到達小田急線成城学園前站。
- 在事件發現時間大約6小時後，一班從淺草出發，在當日下午5時26分到達東武日光站的列車上，有一名右手受傷，傷口深至見骨的30歲男子，在該站的事務室接受臨時治療。該名男子身高約175厘米，穿黑色羽绒服及牛仔裤，受傷原因與姓名不明。於本案發生時，一度以為兇手在犯案後迅速逃離現場，致使直到2001年10月，警方才派出探員到當地調查，其後證實該名男子下落不明[注 8][5]。
  - 從案發現場（東京西部）到位於栃木縣的東武日光站，可以在新宿站前往代代木上原站，乘搭東武伊勢崎線經北千住站到達；或在新宿站前往栗橋站，乘搭東武日光線經板倉東洋大前站及栃木站等，再進行換乘亦可到達。

## 凶手特徵

### 罪犯側寫
- 兇手於犯案時手部受傷，透過檢驗分析現場遺留的血跡可以確定兇手血型為A型（受害者中沒有人血型為A型）[3]、男性。血跡檢測中，沒有對精神藥物、感冒藥、興奮劑等藥品呈陽性反應。
- 從兇手遺留在現場的服裝可以判斷兇手身高約170厘米，腰圍約70~75厘米。
- 根據現場的分析線索判斷，兇手於事發時年約15歳至30歳[6]。事發時，兇手爬上案發現場外公園的篱笆，然後從籬笆透過2樓夹层浴室的窗戶進入案發現場。由此可判斷兇手具有一定的體力。
- 於案發現場的冰箱中藏有啤酒、麥茶和可樂，麥茶曾有被凶手飲用的痕跡，而啤酒則沒有。由此推斷兇手可能沒有喝酒（啤酒）的習慣。
- 從受害者身上傷痕可以判斷出兇手為右撇子。
- 兇手的指紋經檢測確定為渦状紋。於案發現場發現十數個同樣的指紋（未在過往犯罪記錄中找到一致指紋）。
- 兇手行凶后，把染有受害者血跡的衣服折疊整齊放好，由此可判斷兇手可能同時具有大膽與仔細的性格。

### DNA分析結果
由現場的血跡DNA鑑定結果可得知，兇手在案發時年約30歲，他的父親及其祖先具有亞洲人的血統，而母親及其祖先則具有歐洲（南歐）人血統。亦有專家聲稱該種血統構造在日本人中極為罕見。
- 於2006年的DNA鑑定結果顯示，兇手的母系血統中，人類線粒體DNA單倍體群的序列為「Anderson H15型」，此種序列形態較常見於居住在南歐亞得里亞海及地中海沿岸的民族，並未在亞洲人種中發現。而父系血統基因的Y染色體序列則顯示為「单倍群O2a2b1*（O-M134*）類型[注 9]」，該種序列的帶有機率，於日本人中為33分之1，中國人為10分之1，而韓國人則為5分之1。基因鑑定結果表示，兇手的南歐血統遺傳自近代的可能性很高。雖然如此，但仍然未能以此判斷出該血統來自兇手的哪位親屬。
- 日本警方從上述鑑定結果判斷，兇手可能為「帶有亞洲血統的外國人」或「混血的日本人」，並以此為依據向國際刑警尋求搜查援助。
- 由於對個人私隱的保護，在日本用於犯罪調查的DNA鑑定僅限于識別特定個人之間的血緣關係，仍然未有以人種及血統作為罪犯側寫的先例。所以就算在DNA鑑定中得知凶手的血統及身體特徵，仍無法進行進一步調查。近年，開始有意見提出希望日本政府能放寬此方面的限制，讓警方能早日將凶手繩之以法[8]。

## 相關物證
本案其中一個特點是案發現場遺留了大量懷疑屬於兇手的物品。在案發現場的2樓，有一些懷疑是凶手穿過的衣服被整齊的疊放起來。另外，兇手還在現場遺留了刺身包丁、帽子、沾有香水的手帕、手套及圍巾等，這些物品在通往現場的京王線沿線各站、杉並区的JR荻窪站、小田急線的本厚木站，相模大野站以及現場附近都可以買得到。由於大部分現場的遺留物都是大量生產而且極容易購買，所以很難追查物品來源。
以下是由日本警方提供的物證簡介。

### 遺留在現場的物品
| 物品                    | 品牌                  | 概要 |
| ----------------------- | --------------------- | --- |
| 運動衫 （拉克蘭袖襯衫） | 不明                  | 雖然染有大量血跡，但被發現整齊的疊放在2樓的起居室。最初曾有報導表示「衣服被反過來以後，揉成一團的隨便擺放」。警方亦在運動衫的胸口位置上檢測出少量紅色的熒光染料。 质地為棉製、L碼（身高175cm-185cm用）、两袖部分為淡紫色、前后身本為浅灰色，但經過多次洗濯後呈乳白色。該運動衫於2000年8月製造，8月至12月間販賣（價格介乎1480円-1900円）。同年於TBS電視台播放的日劇《美麗人生》中，主演的木村拓哉曾經穿過同一款運動衫，所以當時在年輕一代間頗為流行。 調查顯示，該運動衫是由負責銷售。同款運動衫只有M、L兩種尺寸，在日本全国14個都道府县41家店铺共售出130件，其中52件於静岡縣分店，22件於長野縣分店賣出，而在东京地区的4家店舗共售出10件（分別位於京王線聖蹟櫻丘站、京王八王子站、JR荻窪站與京成線青砥站）。另外，在同屬小田急綫的神奈川縣厚木市，也曾賣出3件同款的運動衫。警方已經確認其中12件的去向，正尋找餘下118件的情報。 此運動衫被警方視爲是破案的關鍵證據之一，根據警視庁的網站及懸賞海報的描述，警方認爲犯人行凶時穿著這件衣服。多年來警方一直在追尋擁有同款運動衫的人士去向，並多次呼籲民衆提供相關信息。 |
| 夾克                    | 優衣庫（Uniqlo）      | 為優衣庫生產的「Air-Tech Jumper」系列，顏色為黑色，L碼。在事件發生前的2000年11月售罄（價格介乎3900円-5980円）。總共賣出82000件（在東京賣出10194件）。顧客亦可從網上或郵寄購買。 警方從夾克的口袋裡發現來自三浦半島（横須賀市）海岸的沙土、櫸樹花粉、櫸樹與楊柳的树叶、以及含有飼料殘渣的鸟粪。经成分分析，沙土可能來自三浦半島的馬堀海岸、北下浦海岸或三浦海岸其中一處。而楊柳树叶經DNA鑑定後，也確認不是來自於马路旁常见的垂柳，判斷應為水邊棲息型的楊柳。有情報表示被害者一家在事件發生兩年前，曾經於三浦半島的海岸酒店逗留過。 |
| 運動鞋                  | 史莱辛格（Slazenger） | 從現場的足跡可以判斷運動鞋為兇手遺留的物品、尺碼為28cm（韓式尺碼）或27.5cm（日式尺碼）。該運動鞋在1998年10月-2000年11月期間，曾於韓國製造4530雙，而同尺寸的運動鞋約占400雙，鞋主體以白色配搭灰色及黑色線條為主，總共有5種款式。雖然韓式尺碼的運動鞋並沒有在日本國內銷售，但後來發現有販賣日式尺碼的款式（價格約4000円左右）。由於韓式尺碼並沒有在日本公開銷售，警方認為該鞋有可能為走私物品，並以該方向調查相關人士收集情報。另一種推測認為兇手可能是有外國的背景，可能是從國外購買後自行攜回。曾有韓國媒體報導，該雙鞋有可能來自中國吉林省延邊朝鮮族自治州。 另外，在運動鞋上檢測到與運動衣一致的熒光染料。雖然從遺留在現場的腰包和現場車庫中也檢測出3種同類的熒光染料，但從兇手遺留在現場的運動鞋上，卻只能檢測出其中2種。分析運動鞋上的熒光染料結果表示，該染料痕跡較新，也沒有檢查出洗濯的痕跡，由此推斷運動鞋上的染料極有可能是在案發前不久才沾到的。分析熒光染料成分時也發現矽氧樹脂複合物。這種複合物通常用在生產製作舞台道具的發泡膠盒上。 |
| 帽子                    | 不明                  | 為一頂防水漁夫帽，沒有尺碼，可於下雨時有效阻擋雨水，所以可當作雨具使用。帽主體以灰色為主配上黑色的線條。質地為丙烯酸合成的人造羊毛。 在日本全國的主要牛仔服裝店都有販賣同款帽子，而在關東地區主要零售商包括、優衣庫和等。同款帽子在1998年7月-2000年11月期間共賣出3465頂（價格約1900円）。根據帽子上的标签记载，該頂帽子应为1999年9月21日以后出售。警方也透過DNA鑑定，從帽子的邊緣檢測出少量相信屬於兇手的汗跡。 |
| 圍巾                    | 不明                  | 以深綠色為主，帶有红、黑、橙及濃綠格纹，生產地不明。長130cm，寬30cm，丙烯酸合成纤维製。有可能是從百元店購得，而在过去的侦查过程中，曾有人提供消息指应为夾娃娃游戏的赠品，也有人指曾經在販賣中學生校服的店鋪及加油站見到過同款圍巾。 |
| 黑色手套                | 爱德恩（EDWIN）       | 為黒色革皮面，手套口有白色絨毛，尺碼為26cm（價格約1980円）。由1998年-2000年間，日本全國共賣出10755雙。在案發時沒有被使用。 |
| 刺身包丁                | 不明                  | 現場發現的其中一把凶器為刺身包丁「関孫六 銀寿」，刀刃長21cm、含刀柄全長約34cm。此刀通常被用作料理生魚片，原產自福井縣，當地制刀廠於2000年6月一共生產1500把，在关东地区46家店铺以3500日元左右出售。案發時，該刀因兇手用力過度而損壞，兇手其後使用受害者家內的菜刀繼續行兇。有報導指案件被發現時，兩把刀被一併放置在廚房的流理台上。 位於案發現場附近的世田谷区和杉並区的店铺，於案發前1個月賣出了13把同款的刀；距離案發現場幾公里的小田急線經堂站附近的超市，在事件發生前1日賣出2把；而在東急田園都市線用賀站附近的超市，則在事發當日賣出1把。另外，武藏野市吉祥寺站附近的超市也在事件發生前1日賣出1把，而據證言形容當時購入者為一名「身高約170cm、30歲左右、穿著黑色夾克」的男子。在2021年，警方透過最新的解碼技術，成功從當日超市的闭路电视錄像中特定出購買人士並取得該人士DNA樣本，但與事發當日留在現場的DNA樣本對照后發現并不一致，因此消除了對該名人士的嫌疑。 |
| 黑色手帕                | 不明                  | 現場發現兩塊手帕，一塊位於2樓夾層，另外一塊位於廚房，皆為無印良品販賣的黑色無花紋45cm正方形手帕，價格300円。在事件發生前6年估計賣出66500塊（從1998年起算則為59000塊）。從手帕上檢測出熨燙與洗濯過的痕跡，並非新品。 其中1塊手帕的中间被切开一個约3cm的洞口，有以袋状包著刺身包丁刀柄的痕跡。警方推斷兇手行兇時曾以此手帕包著刀柄，一方面為了防滑，另一方面也為了避免沾到血跡。警方亦曾經收到情報，指這種手法常見于中國國内的水産加工場，用以在殺魚時防止刀柄滑落。而另外一塊手帕則被折成三角形並於两端發現拧扭痕迹，推斷兇手曾以此作為口罩使用。 |
| 腰包                    | 不明                  | 為一個深綠色的腰包，在外部與內部發現20多個由尖刀所造成的破口。該腰包原產自大阪市，於1995年-1999年間，在關東地區一共賣出2850個（價格約2900円）。除帶有表蓋外，腰帶最長可以調整至83厘米，看起來已經被使用了一段時間。 在腰包的表面上，警方檢測出一種特殊洗衣液的殘餘痕跡。該種洗衣液沒有在日本國內流通，而在成分中也檢測出硬水（日本國內公共用水多為軟水）。警方同時也在腰包中發現少量沙土與石英顆粒。經過成分分析鑑定後證實，那些沙土很有可能是屬於美國西部內華達州或加利福尼亞州附近的沙漠。準確而言，這些沙土有可能來自於南加利福尼亞州東南部，面積約35000平方公里的莫哈韋沙漠裡的愛德華空軍基地附近。分析結果對比表示，這些沙土與位於該基地東部的沙土成分極為相似。同時也檢測出與夾克口袋裡一樣來自三浦半島的沙土。加里福利亞州是滑板運動的發祥地，而在三浦半島的「海風公園（うみかぜ公園）」也設有滑板遊樂場地，曾經常舉辦各種滑板活動。從此可看到兩地之間的關聯。 腰包中還檢測出其他物質，包括有一些非常微小的玻璃球，被發現時呈現白色粉末狀，每顆直徑約50微米，數量約5-6顆，成分包括鈦、鋇、二氧化硅等。據調查，這些玻璃球是由美國密蘇里州的玻璃加工廠生產，然後提供給京都府的工廠用以生產印刷機用的特殊膠片。在搜查過程中警方也了解到，這幾種化學物也有可能用於生產專用於滑板上的防滑砂紙。在購買新的滑板時，店員通常會負責把砂紙剪裁成適合滑板的尺寸後替客人貼上，但如果是老手的話，也可以自己根據滑板的形狀再作裁剪。另外，包裡還檢測出大量矽、鎳、銅、獨居石等多種金屬和礦物的顆粒。以上的物質大部分要么在日本沒有流通，要么就是一般人非常難以入手。獨居石的成分檢測中，發現含有美國洛基山脈的花崗岩成分，所以亦有可能與沙土一樣是來自加利福尼亞州。除此之外，在腰包中還發現幾根長數厘米的黑色頭髮，經DNA鑑定後證實與現場犯人殘留的DNA樣本一致可以斷定該包包應該是兇嫌本人所有之物。 綜合以上多項遺留物的成分分析結果，警方從此點判斷，兇手及其身邊交往的人「曾有前往國外或於國外居住的經歷」，又或者與滑板或參加滑板運動的人有一定程度的關聯。警方以此作為搜查方向，對部分從業於滑板運動的人士進行調查，而其中曾有前往加利福尼亞州記錄的人更曾被視為重點調查對象。 |
| 香水                    | 姬龙雪（Guy Laroche） | 現場在腰包和手帕上都發現香水附着的痕跡。該香水為法國姬龙雪牌（Guy Laroche）旗下的「DRAKKAR NOIR」系列淡香水，在日本全國均有販賣（30毫升裝，價格約3000円）。該支香水從1982年起便於日本國內販賣。事發時位於JR荻窪站附近雑貨店也曾經賣出一支同類型的香水。該品牌香水頗受滑板玩家歡迎，在1980年代美國的專業滑板玩家之間曾經十分流行。 |
| 紅色熒光染料            | —                     | 警方在運動衫和腰包裏面，檢測出同一種紅色熒光染料。現場的車庫在案發時雖然一直關閉，但熒光染料的痕跡仍在沒有兇手足跡的車庫附近，和書架上被發現。車庫內的紅色熒光染料是警方以紫外线灯發現的，其所處位置在平時是黑暗一片而難以發現。警方由此懷疑，兇手或與其有關人士可能曾到訪現場，甚至可能於事前與受害者接觸。 雖然戶主當時從事的工作（戶主從事企業的形象設計工作）有可能接觸到沾有熒光染料的道具，但經調查後發現戶主在工作時並沒有接觸到該類道具。在2009年12月，警方發表了新的調查情報，指出這些熒光染料的原材料粉末並非於日本製造，而是由兩家化學藥品公司從中國和印度進口後，再供給給其他加工生產商用以製作打印機墨水、道路安全標誌塗料、廣告版的熒光塗料等產品。熒光染料包含3種粉末染料，流通商品名為「」、「」。該粉末本為棕紅色，溶於水後會變為紅色或粉紅色，在黑暗環境下可發出熒光。該粉末單獨使用的用途廣泛，既可用作紙、布、木綿的染色劑，亦可用於生產合成樹脂產品、漫畫、包裝、廣告顔料、墨水、熒光筆、繪畫工具、激光研究用具及建築工地等。但3種染料一齊使用的場合則較少見，一般只會出現在生產顔料和墨水的工廠、製紙工廠、研究設施、舞台制作人士和設計師的工作室等地。 其後于2018年5月，警方發佈了最新的分析結果，指這些付著在腰包上的熒光染料有可能是由熒光筆造成的。由於熒光筆是在學生之間非常流行的文具，警方開始著手向在腰包販賣期間為學生的可疑人物調查。 |
| 頭髮                    | —                     | 在上述的腰包中，還發現了幾根黑色頭髮，根據警方分析后，與犯人遺留在案發現場的頭髮進行DNA對照后確認一致。 |

### 從現場消失的物品
| 物品         | 品牌               | 概要 |
| ------------ | ------------------ | --- |
| 戶主的運動衫 | 迪桑特（DESCENTE） | 警方沒能找到一件原屬於戶主的運動衫，推測已被犯人帶走。該毛衣以魚紋為主，前面印有「DIVE」的字樣，背面則印刷著從A到Z的26個英語字母，于1991年-1996年期間販賣。                          |
| 現金         | —                  | 戶主妻子經營的補習社的收入約15萬円現金不翼而飛。雖然被認為有可能是偷竊案，但受害人的錢包、存摺及金融卡等物品卻仍然保持原好。存放卡類的地方曾經有被搜索過的痕跡，卻未被拿取一分一毫。 |

### 其他
- 存放在現場家中的多張2000年正月年賀状曾經不翼而飛，後來在2010年發現是被調查本案件的捜査員帶走[注 16]。
- 在本案百日忌的2001年4月9日，有人在案發現場附近的仙川路邊，發現一尊原產自東南亞地區的花崗岩地藏菩薩雕像。該尊雕像的底部雕有一個像「六」字的圖案。警方雖然沒有從該雕像上檢測出任何指紋，而仍然懷疑此石像與本案有關，一直在收集有關此尊雕像的資料和情報[9]。

## 其他情報
除了由日本警方提供的情報外，日本及海外各家媒體也個別收集了有關本案件的情報。請注意以下情報未必與案件現場的實際情況及事實相符。

### 案發當日受害者的行動
於事發當日（30日），曾經有人在下午6時左右，目擊受害者一家四口於小田急線成城学園前站買東西。案發現場附近居住的人也證實，於當日下午6時半沒有在受害者家的車庫中看到受害者的車。警方判斷受害者一家在買東西之後，駕車經過京王線千歳烏山站附近回家。
在受害者家的車庫前，有足夠的空間可以停泊一台車，而從事發當日的現場照片可以看到，受害者的車有可能不是停泊在車庫中，而是停在車庫前。尚不清楚受害者平日停車的位置。
在下午7時左右，戶主妻子曾經打給在旁邊居住的媽媽，在那之後長女曾經到訪過她家。從長女使用的電腦上也查出曾經收看過電視節目的記錄（下午9時38分）。

### 案發現場發出的聲響
鄰居曾經證言，於事發當日下午8時30分左右聽到受害者家的對講通話裝置發出過聲響。但由於與該人同住的家人都表示沒有聽到，警方並沒有就此深入調查。
附近公園散步的人證言，於當日下午10時左右曾從受害者家聽到像夫婦爭吵的聲音（但沒有聽到物件損壞的聲音）。由於爭吵的過程中犯人有可能也在現場，犯案時間有可能比警方推測的下午11-12時左右更早。
鄰居也表示，於下午11時30分左右，曾經從受害者家聽到「撲通」一聲巨響。有報導曾經就此證言進行過實驗，發現該聲音有可能是與兇案發生時，受害者從樓梯上掉下來的聲音。雖然無法否定以上聲音證言之間的關係，但由於該家人後來推翻上述證言，警方也就沒有深入調查。

### 兇案被發現時的情況
兇案被發現時，戶主屍體位於1樓樓梯下，身穿外出用服裝（其中一隻腳為赤腳）。戶主妻子與長女屍體位於2樓樓梯間的閣樓，而長男的屍體則在2樓小孩房的床上。現場並沒有發現因大量出血而造成的血海。戶主妻子的母親發現兇案時，曾經觸摸過戶主妻子與長女的遺體，1樓的電燈開啟。送報員在31號日早上送報到兇案現場時，門口玄關的燈並沒有打開，但當戶主妻子的母親到達現場時，燈是亮著的。

### 附近環境與曾經發生的糾紛
當時事發現場附近正進行都立祖師谷公園的擴張工程，大部分於當地居住的居民都已遷走（事主一家原計劃於2001年3月搬遷）。事主於1990年剛搬到當地時，該處曾有約200戶居住；但到2000年事發時，現場僅剩下4戶（事主家的房子，旁邊親屬的房子，以及對面兩間房子）。該處晚間人煙稀少，導致目擊證言十分缺乏。
在事主家附近設有滑板遊樂場，該處的噪音問題曾對事主造成困擾。有目擊證言表示，於事件發生前數日，曾在該處看到事主與滑板人士發生爭執。也有證言表示事主也曾經與公園的暴走族發生過爭執。戶主妻子的母親表示，曾經多次看到戶主妻子接電話時說過「這樣的電話等過了晚上7點再打來好嗎？」。事發現場從2000年夏天起，曾多次發現流浪貓尾巴被剪掉，皮膚被剥掉等虐貓事件。案發前於12月中也發現一起同類事件。
受害者家的郵箱設有防盜感應器、閃光燈。家門的門鎖為MIWA生產的特殊樣式，鎖孔在門上與門柄各有一個，但只需用同一根鑰匙就可以打開，附有防盜用的門链。

### 受害者的背景
戶主在大學畢業後，開設一家多媒體製作公司，該公司以以動畫編集為主要業務，也有參與一些電視遊戲節目的製作。於事發時，事主作為項目負責人，正負責一家英國諮詢公司擔當有關企業形象設計的項目。事主每日都會以日記記下發生過的事情與開銷，但沒有從中發現有關爭執或糾紛的記載。
戶主的妻子從1990年12月起，就在旁邊母親的房子經營一家連鎖加盟式的補習班。案發後，在現場2樓浴室的浴缸中發現的文件碎片，就是屬於這家補習班。戶主妻子本來是在自宅經營，但當本來住在旁邊的姐夫一家於1992年搬往海外後（在此後直到2000年，該宅只有戶主妻子的母親居住，姐夫一家於2000年歸國後重新搬回該處居住），戶主妻子便把教室搬過去繼續經營。

### 有關犯人與可疑人士的目擊情報
以下是有關目擊犯人與可疑人士的報導。
- 戶主妻子於案發前數日的12月25日，曾經與其岳父說過「最近一直有一台車停在我家前面」[注 21]。
- 在案發前3日的12月27日，有人目擊一個約40歲男子在案發現場徘徊[注 22]。
- 在案發前1日的12月29日下午3時左右，有人在距離案發現場1.5公里的小田急線成城学園前站，看到一個穿著運動服和運動鞋，背小背包的年輕男子。該男子的穿著與後來在案發現場發現的服裝極度相似。目擊的主婦表示記得很清楚，因為「那個男生於12月末還穿那麼薄的衣服」。也有其他證言表示，曾於案發當日的晚上9點見過同一男子[注 23]。
- 在案發當日中午，有人目擊一個男子與事主爭吵[注 24]。
- 在案發當日晚上7點和晚上10點，有人在現場附近仙川的路上，目擊一個帶著一頂帽子的男子（約35-40歲）。該帽子與後來在案發現場發現的帽子極度相似。但未能確認兩個時間目擊的男子是否同一人[注 25]。
- 在案發當日晚上11點35分到11點40分，有人在案發現場浴室對開公園的小路附近，目擊一個約25-35歲男子匆忙的走過。根據警方判斷，兇手正是從該小路翻過房子與公園之間的籬笆進入案發現場。

### 誘導調查的可能性
2013年，於中國公安部出版的官方機關刊物《人民公安》雜誌上，作為《战后日本十大未破案件之谜》系列報導之一，詳細介紹本案的發生經過。該報導中提到直至出版時為止，日本警方的调查都是建立在犯人從浴室窗口入侵，并相信一切在现场看到的证据的基础上。然而，該報導提出犯人有可能事先把虚假证据放置于现场，从而将警方破案的方向朝错误方向引导。該報導認為：
- 除非兇手患有嚴重的心理疾病或者是專業殺手，以一般人的角度而言，並不可能在殺人後逗留在現場達10小時以上（顧慮到隨時可能有人進入案發現場的情況）。
- 兇手並沒有動機在兇案發生後，仍在早上若無其事地上網查看受害者公司網站。該瀏覽記錄為唯一證明兇手曾於現場逗留10小時的證據。
- 考慮到上述行動，兇手有可能是故意在早上上網，製造案發後10小時一直都在案發現場的假象。
- 聯同兇手遺留在現場的其他物品（食用過的麥茶、雪糕等物品），兇手有可能是故意創造一直在現場的假象以擾亂警方調查。

## 調查進展
作為日本近年最受矚目的未解決殺人事件之一，日本警方至今仍然對此案極為重視。直至2024年，於本案所屬轄區的成城警察署仍然設有特別捜査本部負責調查本案，而多年來警方累計已經投入近28萬名搜查人員，收到有關本案約1万4416件情報，並采集了約5000萬件指紋樣本及約130萬件DNA樣本。同時，日本警方亦采集了現場周邊的環境情報，並製作了一個模擬案發現場環境的三維動畫。
由於案件尚未偵破，警視廳仍然派有警察24小時駐守於案發現場，並禁止閒雜人等接近。另外，警視廳每年仍然會不定期透過媒體向公眾發布最新的調查進展。2024年3月，本案發生地的世田谷区議会通過一份議案，促請政府及搜查機關善用本案中收集的DNA型鑑定情報進行調查，並同時建議有限度的收集個人DNA遺伝情報，以供本案及日後罪案調查時使用。